# František Holejšovský
František Holejšovský (19. prosince 1866 Čechtice – 1. října 1941 Praha), byl český a československý politik a poslanec Revolučního národního shromáždění za Československou stranu socialistickou (pozdější národní socialisté).

## Biografie
Za první světové války byl aktivní v protirakouském odboji. Od jara 1917 koordinoval spolu s Jiřím Stříbrným protirakouský odboj mezi dělnictvem. Předsedal první schůzi továrních důvěrníků z Prahy.
Od roku 1918 zasedal v Revolučním národním shromáždění za Československou stranu socialistickou. Byl profesí montérem, jiný zdroj uvádí jako povolání strojník.

### Rodina
S manželkou Kristinou, rozenou Dvořákovou (1866—??) měl syna Vladimíra (1895—??). Rodina žila na Žižkově.